# Бифон
Бифон (фр. Buffon) насеље је и општина у источном делу централне Француске у региону Бургоња, у департману Златна обала која припада префектури Монбар.
По подацима из 2011. године у општини је живело 155 становника, а густина насељености је износила 17,45 становника/km². Општина се простире на површини од 8,88 km². Налази се на средњој надморској висини од 225 метара (максималној 347 m, а минималној 197 m).

## Демографија
| 1962. | 1968. | 1975. | 1982. | 1990. | 1999. | 2011. |
| ----- | ----- | ----- | ----- | ----- | ----- | ----- |
| 167   | 187   | 175   | 167   | 190   | 187   | 155   |

График промене броја становника у току последњих година